# Mistress of the Robes

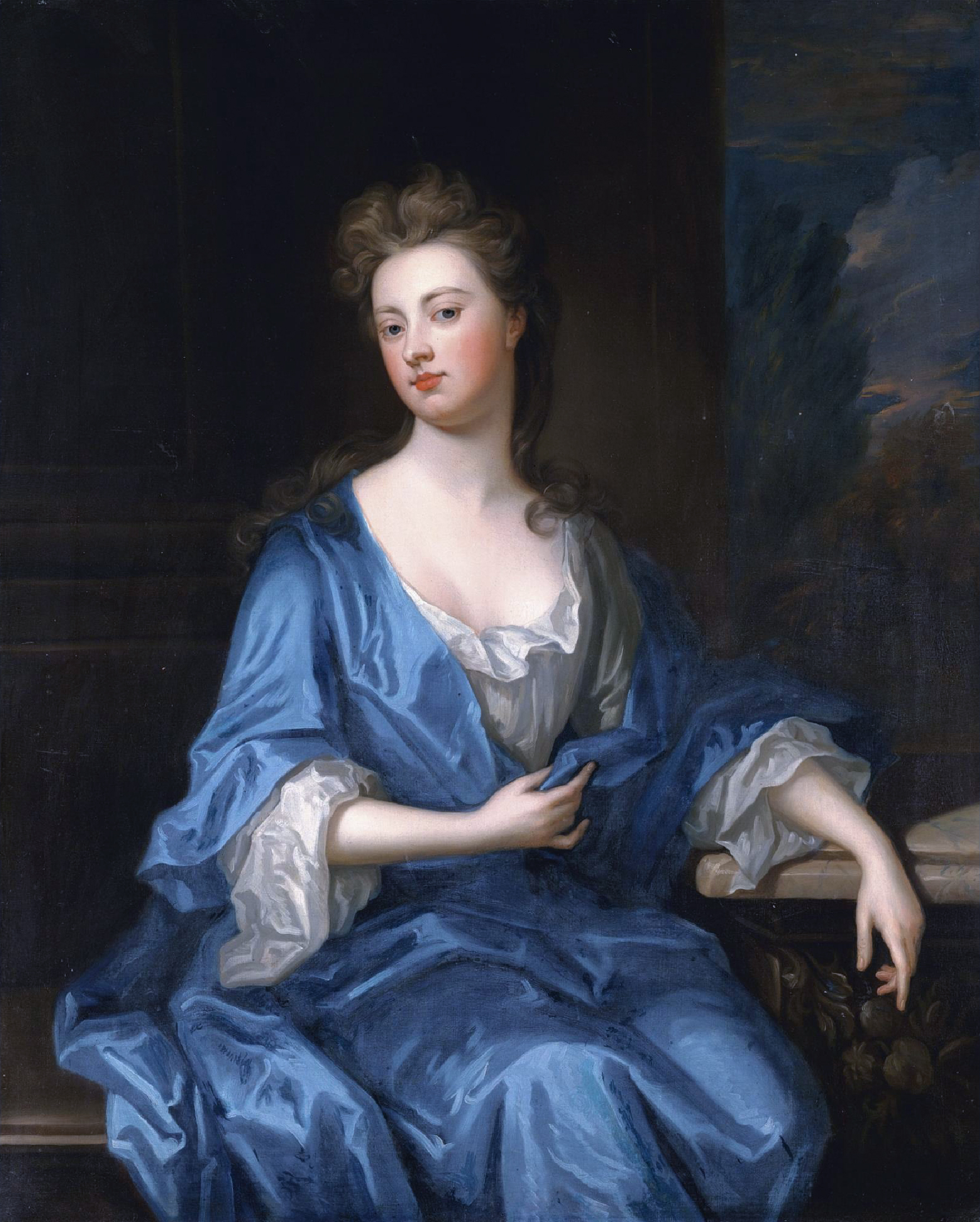
Sarah Churchill, duchessa di Marlborough, dama delle vesti della regina Anna.

La Mistress of the Robes è una dama di compagnia, di alto rango, all'interno della Casa Reale inglese, responsabile dei vestiti e dei gioielli della regina. In passato, quando la sovrana era una regina regnante piuttosto che una regina consorte, la Mistress of the Robes era una nomina politica e cambiava con il cambiare dei governi. Tuttavia, questo non si è più verificato dopo la morte della regina Vittoria nel 1901; la regina Elisabetta II, infatti, ha avuto solo due Mistress in oltre sessant'anni di regno.
Anche le regine madri hanno una loro Mistress of the Robes e, nel XVIII secolo, ne avevano una anche le principesse di Galles.
Nei tempi moderni, la Mistress è quasi sempre una duchessa. Nel 2022, la regina consorte Camilla ha annunciato di voler modificare radicalmente i compiti delle assistenti di corte, abolendo il ruolo delle dame di compagnia tradizionali.

## Mistress of the Robes della regina Maria I d'Inghilterra, 1553-1558
La regina Maria I ebbe:
- 1553-1558: Susan Clarencieux

## Mistress of the Robes della regina Elisabetta I d'Inghilterra, 1558-1603
La regina Elisabetta I ebbe:
- 1559/1562-1603: Dorothy, Lady Stafford

## Mistress of the Robes della regina Anna di Danimarca, 1603-1619
La regina Anna ebbe:
- 1603-1619: Audrey (Etheldreda), Lady Walsingham

## Mistress of the Robes della regina Enrichetta Maria di Borbone, 1625-1669
La regina Enrichetta Maria ebbe:
- 1626-1652: Susan Feilding, contessa di Denbigh (chiamata anche First Lady of the Bedchamber)
- 1653-1669: Elizabeth Fielding Boyle, contessa di Guilford

## Mistress of the Robes della regina Caterina di Braganza, 1662-1692
La regina Caterina ebbe:
- 1660-1692: vacante, sostituita da una First Lady of the Bedchamber

## Mistress of the Robes della regina Maria di Modena, 1673-1688
La regina Maria ebbe:
- 1673-1688: vacante, sostituita da una First Lady of the Bedchamber

## Mistress of the Robes della regina Maria II d'Inghilterra, 1688-1694
La regina Maria II ebbe:
- 1688–1694: Lady Elizabeth Butler, contessa di Derby

## Mistress of the Robes della regina Anna di Gran Bretagna, 1704-1714
La regina regina Anna ebbe:
- 1704-1711: Sarah Churchill, duchessa di Marlborough
- 1711-1714: Elizabeth, duchessa di Somerset

## Mistress of the Robes della principessa del Galles Carolina di Ansbach, 1714-1737
La principessa Carolina ebbe:
- 1714-1717: Diana Beauclerk, duchessa di St Albans
- 1717-1723: forse vacante
- 1723-1731: Elizabeth, duchessa di Dorset
- 1731-1735: Henrietta, contessa di Suffolk
- 1735-1737: vacante

## Mistress of the Robes della principessa del Galles Augusta di Sassonia-Gotha-Altenburg, 1736-1763
La principessa Augusta ebbe:
- 1736-1745: Lady Archibald Hamilton
- 1747-1763: Grace Sackville, contessa di Middlesex

## Mistress of the Robes della regina Carlotta di Meclemburgo-Strelitz (1744-1818), 1761-1818
La regina Carlotta ebbe:
- 1761-1793: Mary Bertie, duchessa di Ancaster e Kesteven
- 1793-1818: Elizabeth, marchesa di Bath

## Mistress of the Robes della principessa del Galles Carolina di Brunswick, 1795-1821
La principessa Carolina ebbe:
- 1795–1808: Anne Townshend, marchesa Townshend
- 1808–1817: Catherine Douglas, baronessa Glenbervie
- 1817–1821: forse vacante

## Mistress of the Robes della regina Adelaide di Sassonia-Meiningen, 1830-1837
La regina Adelaide ebbe:
- 1830–1830: Elizabeth Gordon, duchessa di Gordon
- 1830–1837: Catherine Osborne, duchessa di Leeds

## Mistress of the Robes della regina Vittoria del Regno Unito, 1837-1901
La regina Vittoria ebbe:
- 1837-1841: Harriet Sutherland-Leveson-Gower, duchessa di Sutherland
- 1841-1846: Charlotte Montagu Douglas Scott, duchessa di Buccleuch e Queensberry
- 1846-1852: Harriet Sutherland-Leveson-Gower, duchessa di Sutherland
- 1852-1853: Anne Murray, duchessa di Atholl
- 1853-1858: Harriet Sutherland-Leveson-Gower, duchessa di Sutherland
- 1858-1859: Louisa Montagu, duchessa di Manchester
- 1859-1861: Harriet Sutherland-Leveson-Gower, duchessa di Sutherland
- 1861-1868: Elizabeth Wellesley, duchessa di Wellington
- 1868-1870: Elizabeth Campbell, duchessa di Argyll
- 1870-1874: Anne Sutherland-Leveson-Gower, duchessa di Sutherland
- 1874-1880: Elizabeth Wellesley, duchessa di Wellington
- 1880-1883: Elizabeth Russell, duchessa di Bedford
- 1883-1885: Anne Innes-Ker, duchessa di Roxburghe
- 1885-1886: Louisa Montagu Douglas Scott, duchessa di Buccleuch e Queensberry
- 1886: Elizabeth Sackville-West, duchessa di Bedford
- 1886-1892: Louisa Montagu Douglas Scott, duchessa di Buccleuch e Queensberry
- 1892-1895: Anne Innes-Ker, duchessa di Roxburghe, e Anne Murray, duchessa di Atholl
- 1895-1901: Louisa Montagu Douglas Scott, duchessa di Buccleuch e Queensberry

## Mistress of the Robes della regina Alessandra di Danimarca, 1901-1925
La regina Alessandra ebbe:
- 1901-1912: Louisa, duchessa di Buccleuch e Queensberry
- 1913-1925: Winifred Cavendish-Bentinck, duchessa di Portland

## Mistress of the Robes della regina Mary di Teck, 1910-1953
La regina Mary ebbe:
- 1910-1916: Evelyn Cavendish, duchessa del Devonshire
- 1916-1921: Eileen Sutherland-Leveson-Gower, duchessa di Sutherland
- 1921-1953: Evelyn Cavendish, duchessa del Devonshire

## Mistress of the Robes della regina Elizabeth Bowes-Lyon, 1937-2002
La regina Elisabetta ebbe:
- 1937-1964: Helen Percy, duchessa di Northumberland
- 1964-1990: Kathleen Hamilton, duchessa di Abercorn
- 1990-2002: vacante

## Mistress of the Robes della regina Elisabetta II del Regno Unito, 1952-2022
La regina Elisabetta II ebbe:
- 1953-1967: Mary Cavendish, duchessa del Devonshire
- 1967-2021: Fortune FitzRoy, duchessa di Grafton
- 2021-2022: vacante